# Eye of the Tiger (노래)
《Eye of the Tiger》는 미국 하드 록 음악 밴드 서바이버(Survivor)가 1982년 2월에 발표한 노래 작품이다.

## 주요 사안
이 노래 작품은 프랭키 설리번(Frankie Sullivan)과 짐 페터릭(Jim Peterik) 공동 작사 및 작곡하여 미국 하드 록 음악 밴드 서바이버가 1982년 2월에 발표하였는데 1982년 5월 미국 영화 《로키 3》 OST로도 수록되었고 뒤이어 그 해 1982년 빌보드 차트 1위를 기록하는 1982년 화제작 그 자체였던 노래 작품이다.
1982년, 이 노래 작품의 첫 녹음과 발표는 하드 록 음악 밴드 서바이버의 초기 보컬리스트였던 데이브 비클러가 하였는데 이후 1984년 비클러가 하드 록 밴드 서바이버에서 물러나자 비클러와 목소리가 흡사하기로도 유명하였던 지미 제이미슨이 서바이버에 차기 보컬리스트 영입되었는데 비클러가 1982년 원곡으로 부른 《Eye of the Tiger》라는 노래 작품을 1984년 이후 하드 록 밴드 서바이버의 차기 보컬리스트 제이미슨이 부르면서도 제이미슨은 비클러와 목소리가 한치의 오차가 느껴지지 않을 정도의 유사성 있는 컬러의 보이스로 화제를 모았다.